# Thoopterus
Thoopterus is een geslacht van vliegende honden met maar één soort die voorkomt op Celebes en de nabijgelegen eilanden Mangole, de Sangihe-eilanden, Morotai en Karakelong in de Talaud-eilanden.

## Soorten
Er worden twee soorten in dit geslacht geplaatst:
- Thoopterus nigrescens (J. E. Gray, 1871)
- Thoopterus suhaniahae Maryanto, Yani, Prijono, & Wiantoro, 2012

Acerodon · Aethalops · Alionycteris · Aproteles · Balionycteris · Casinycteris · Chironax · Cynopterus · Desmalopex · Dobsonia · Dyacopterus · Eidolon · Eonycteris · Epomophorus · Epomops · Haplonycteris · Harpyionycteris · Hypsignathus · Latidens · Lissonycteris · Macroglossus · Megaloglossus · Melonycteris · Micropteropus · Mirimiri · Myonycteris · Nanonycteris · Neopteryx · Notopteris · Nyctimene · Otopteropus · Paranyctimene · Penthetor · Plerotes · Ptenochirus · Pteralopex · Pteropus · Rousettus · Scotonycteris · Sphaerias · Styloctenium · Syconycteris · Thoopterus